# Karjala Cup 1999
Der Karjala Cup 1999 war seit 1996 die 4. Austragung des in Finnland stattfindenden Eishockeyturniers. Dieses Turnier ist Teil der Euro Hockey Tour, bei welcher sich die Nationalmannschaften Finnlands, Schwedens, Russlands und Tschechiens messen. Die Spiele fanden alle in Espoo statt.

## Spiele
| 11. November 1999 | Tschechien | 2:3 (0:1, 1:2, 1:0) | Finnland | Espoo |

| 11. November 1999 | Russland | 4:3 (1:1, 3:2, 0:0) | Schweden | Espoo |

| 13. November 1999 | Russland | 1:2 (0:0, 0:1, 1:1) | Finnland | Espoo |

| 13. November 1999 | Tschechien | 4:1 (0:1, 1:0, 3:0) | Schweden | Espoo |

| 14. November 1999 | Tschechien | 1:3 (1:0, 0:2, 0:1) | Russland | Espoo |

| 14. November 1999 | Finnland | 3:2 (2:1, 1:0, 0:1) | Schweden | Espoo |

## Tabelle
| Platz  | Mannschaft | Spiele | S | S (OT) | N (OT) | N | T    | P |
| ------ | ---------- | ------ | - | ------ | ------ | - | ---- | - |
| Gold   | Finnland   | 3      | 3 | 0      | 0      | 0 | 8:05 | 9 |
| Silber | Russland   | 3      | 2 | 0      | 0      | 1 | 8:06 | 6 |
| Bronze | Tschechien | 3      | 1 | 0      | 0      | 2 | 7:07 | 3 |
| 4.     | Schweden   | 3      | 0 | 0      | 0      | 3 | 6:11 | 0 |

## All-Star-Team
| Angriff:      | Magnus Wernblom – Jiří Dopita – Alexander Charitonow |
| Verteidigung: | Jere Karalahti – František Kučera                    |
| Tor:          | Vesa Toskala                                         |